# Washtenaw County
Washtenaw County ist ein County im US-Bundesstaat Michigan. Der Verwaltungssitz (County Seat) ist Ann Arbor. Das U.S. Census Bureau hat bei der Volkszählung 2020 eine Einwohnerzahl von 372.258 ermittelt.

## Geographie
Das County liegt im Südosten der Unteren Halbinsel von Michigan, ist im Süden etwa 45 km von Ohio entfernt und hat eine Fläche von 1871 Quadratkilometern, wovon 33 Quadratkilometer Wasserfläche sind. Es grenzt an folgende Countys:
| Ingham County  | Livingston County | Oakland County |
| Jackson County |                   | Wayne County   |
|                | Lenawee County    | Monroe County  |

Das County wird vom Office of Management and Budget zu statistischen Zwecken als Ann Arbor, MI Metropolitan Statistical Area geführt.

## Geschichte
Das Washtenaw County wurde am 31. Dezember 1826 aus Teilen des Oakland County und des Wayne County gebildet. Benannt wurde es nach dem indianischen Ausdruck O-wash-ten-nong.
78 Bauwerke und Stätten des Countys sind im National Register of Historic Places eingetragen (Stand 28. Januar 2018).

## Demografische Daten
Nach der Volkszählung im Jahr 2000 lebten im Washtenaw County 322.895 Menschen in 125.327 Haushalten und 73.692 Familien. Die Bevölkerungsdichte betrug 176 Einwohner pro Quadratkilometer. Ethnisch betrachtet setzte sich die Bevölkerung zusammen aus 77,40 Prozent Weißen, 12,29 Prozent Afroamerikanern, 0,36 Prozent amerikanischen Ureinwohnern, 6,30 Prozent Asiaten, 0,04 Prozent Bewohnern aus dem pazifischen Inselraum und 1,04 Prozent aus anderen ethnischen Gruppen; 2,57 Prozent stammten von zwei oder mehr Ethnien ab. 2,74 Prozent der Bevölkerung waren spanischer oder lateinamerikanischer Abstammung, die verschiedenen der genannten Gruppen angehörten.
Von den 125.327 Haushalten hatten 29,2 Prozent Kinder unter 18 Jahren, die bei ihnen lebten. 46,4 Prozent waren verheiratete, zusammenlebende Paare, 9,3 Prozent waren allein erziehende Mütter und 41,2 Prozent waren keine Familien. 29,5 Prozent waren Singlehaushalte und in 5,9 Prozent lebten Menschen im Alter von 65 Jahren oder darüber. Die Durchschnittshaushaltsgröße lag bei 2,41 und die durchschnittliche Familiengröße bei 3,02 Personen.
22,1 Prozent der Bevölkerung waren unter 18 Jahre alt. 17,1 Prozent zwischen 18 und 24 Jahre, 32,1 Prozent zwischen 25 und 44 Jahre, 20,6 Prozent zwischen 45 und 64 Jahre und 8,1 Prozent waren 65 Jahre oder älter. Das Durchschnittsalter betrug 31 Jahre. Auf 100 weibliche kamen statistisch 98,9 männliche Personen. Auf 100 Frauen im Alter von 18 Jahren und darüber kamen 97,1 Männer.

Das jährliche Durchschnittseinkommen eines Haushalts betrug 51.990 USD, das Durchschnittseinkommen einer Familie 70.393 USD. Männer hatten ein Durchschnittseinkommen von 49.304 USD, Frauen 33.598 USD. Das Prokopfeinkommen betrug 27.173 USD. 5,1 Prozent der Familien und 11,1 Prozent der Bevölkerung lebten unterhalb der Armutsgrenze.

## Städte, Gemeinden und Townships
Citys
| - Ann Arbor - Chelsea - Milan1 | - Salin - Ypsilanti |

1 – teilweise im Monroe County

Villages
- Barton Hills
- Dexter
- Manchester

Townships
- Ann Arbor Charter
- Augusta Charter
- Bridgewater
- Dexter
- Freedom
- Lima
- Lodi
- Lyndon
- Manchester
- Pittsfield Charter
- Salem
- Saline
- Sharon
- Superior Charter
- Sylvan
- York Charter
- Ypsilanti Charter
- Webster